# Matthias Ginter
Matthias Lukas Ginter (Freiburg, Njemačka, 19. siječnja 1994.) njemački je nogometaš i nacionalni reprezentativac koji igra na poziciji braniča. Trenutačno igra za Freiburg.

## Karijera

### Klupska karijera
Ginter je nogomet počeo trenirati u SV Marchu da bi u sezoni 2005./06. prešao u juniore Freiburga. Upravo je s mladom momčadi 2011. godine osvojio njemački juniorski kup da bi u siječnju 2012. bio priključen prvoj momčadi. Jedan od razloga bio je što je Freiburg tijekom zimskog prijelaznog roka prodao dosta igrača a sam Ginter je za seniore debitirao 21. siječnja 2012. u susretu protiv Augsburga. Tada je ušao u igru u 70. minuti kao zamjena Antonu Putsili dok je u 88. minuti zabio pobjednički pogodak iz slobodnog udarca.
17. srpnja 2014. Ginter je potpisao ugovor s Borussijom Dortmund na pet godina.

### Reprezentativna karijera
Sam igrač je prije debija za Elf, nastupao za njemačke mlade reprezentacije. U seniorskom dresu je debitirao 5. ožujka 2014. u prijateljskom susretu protiv Čilea. Tako je postao jubilarni 900-ti igrač u njemačkoj reprezentativnoj povijesti koji je zaigrao za Elf.
Njemački izbornik Joachim Löw ga je 2. lipnja 2014. uveo na konačni popis reprezentativaca za predstojeće Svjetsko prvenstvo 2014. u Brazilu. Ondje je s reprezentacijom postao svjetski prvak.

## Osvojeni trofeji

### Klupski trofeji
| Klub              | Trofej            | Godina   |
| Njemačka          | Njemačka          | Njemačka |
| ----------------- | ----------------- | -------- |
| Borussia Dortmund | Njemački Superkup | 2014.    |

### Reprezentativni trofeji
| Turnir             | Trofej | Godina |
| ------------------ | ------ | ------ |
| Svjetsko prvenstvo | Zlato  | 2014.  |

### Individualni trofeji
| Trofej                            | Godina |
| --------------------------------- | ------ |
| Fritz Walter medalja do 18 godina | 2012.  |
| Fritz Walter medalja do 19 godina | 2013.  |

## Vanjske poveznice
- National Football Teams.com
- Profil igrača na Transfermarkt.de